# Jezioro Potęgowskie
Jezioro Potęgowskie (kaszb. Jezoro Pòtãgòwsczé) – jezioro rynnowe na Pojezierzu Kaszubskim w gminie Kartuzy, w powiecie kartuskim (województwo pomorskie). 
Jezioro Potęgowskie położone jest na północno-zachodnim krańcu Kaszubskiego Parku Krajobrazowego w zespole jezior potęgowskich i znajduje się na trasie turystycznego  Szlaku Kaszubskiego prowadzącego z Sopotu. Wschodnia część jeziora objęta jest rezerwatem Szczeliny Lechickiej, a dalej na wschód znajdują się rezerwaty Jezioro Lubogoszcz i Żurawie Błota.
Ogólna powierzchnia: 133,3 ha, maksymalna głębokość 8,8 m